# Cristian Brenna
Cristian Brenna (Bollate, 22 de julio de 1970-3 de junio de 2025) fue un deportista italiano que compitió en escalada, especialista en las pruebas de dificultad y velocidad.
Ganó tres medallas de plata en el Campeonato Europeo de Escalada entre los años 1992 y 2000.
Falleció a los 54 años, tras sufrir una caída en el monte Biaina de la cadena de las montañas Garda.

## Palmarés internacional
| Campeonato Europeo | Campeonato Europeo   | Campeonato Europeo | Campeonato Europeo |
| Año                | Lugar                | Medalla            | Prueba             |
| ------------------ | -------------------- | ------------------ | ------------------ |
| 1992               | Fráncfort (Alemania) | Medalla de plata   | Velocidad          |
| 1998               | Núremberg (Alemania) | Medalla de plata   | Dificultad         |
| 2000               | Múnich (Alemania)    | Medalla de plata   | Dificultad         |